# Rudolf Agsten

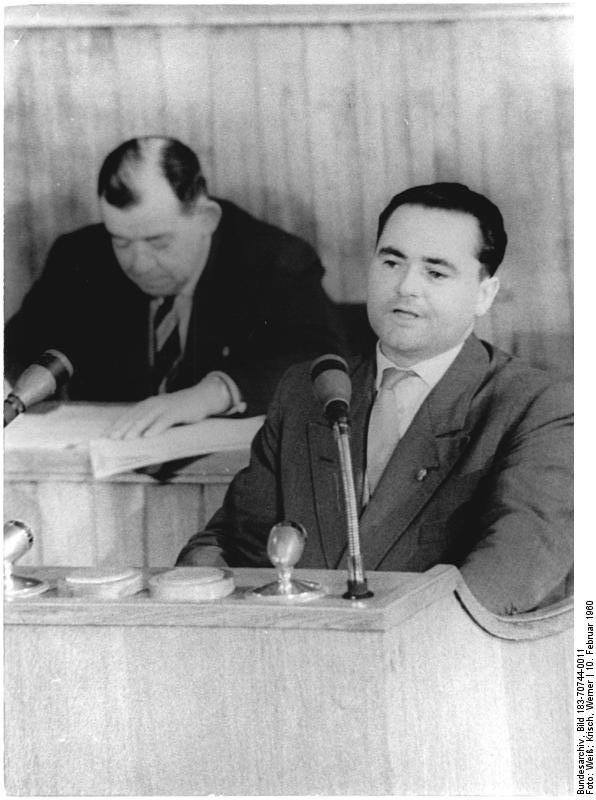
Agsten in der Volkskammer 1960

Rudolf Agsten (* 31. Oktober 1926 in Leipzig; † 20. April 2008 in Bernau bei Berlin) war ein deutscher Politiker der DDR-Blockpartei LDPD. Er war von 1954 bis 1989 Abgeordneter der Volkskammer.

## Leben
Agsten wurde als Sohn eines Postangestellten in Leipzig geboren. In seiner Heimatstadt besuchte er die Volks- und danach die Oberschule, die er jedoch wegen einer Verpflichtung zum Reichsarbeitsdienst im Zuge der Luftangriffe auf Leipzig vorzeitig im Januar 1944 mit einem Reifevermerk verließ. Er beantragte am 28. Januar 1944 die Aufnahme in die NSDAP und wurde zum 20. April desselben Jahres aufgenommen (Mitgliedsnummer 9.993.978). Im Juni 1944 erfolgte seine Einberufung zur Wehrmacht. Beim Versuch, aus dem Kessel zwischen Roter Armee und US Army in der Dübener Heide auszubrechen, wurde Agsten am 28. April 1945 durch US-Streitkräfte schwer verwundet und von ihnen in ein deutsches Reservelazarett nach Halle (Saale) transportiert. Beim Besatzungswechsel am 1. Juli 1945 gelangte er in sowjetische Kriegsgefangenschaft.
Bereits während der Lazarettzeit trat Agsten am 15. Oktober 1945 der LDP bei. Nach seiner Entlassung erhielt er im März 1946 eine Anstellung als hauptamtlicher Mitarbeiter, zunächst beim Kreisverband Halle, später beim Landesverband Sachsen-Anhalt der LDP. Währenddessen war Agsten zeitweilig als Leiter der Landesparteischule in Schierke tätig. Ab Oktober 1948 arbeitete er als Journalist bei der Liberal-Demokratische Zeitung, dem Parteiorgan der LDP im Land Sachsen-Anhalt, dessen Chefredakteur er zuletzt war. Im Februar 1949 wurde Agsten in den Zentralvorstand seiner Partei gewählt. Im August 1953 erfolgte seine Berufung zum Hauptabteilungsleiter Politik bei der Parteileitung der LDPD in Berlin. Im Juni 1954 wurde Agsten schließlich zum Sekretär der Parteileitung bzw. des Zentralvorstandes bestellt. Diese Funktion übte er bis zu seiner Entpflichtung im November 1989 aus. Seit Juli 1957 gehörte er darüber hinaus dem Politischen Ausschuss des Zentralvorstandes seiner Partei an.
Von 1953 bis 1961 absolvierte Agsten ein Fernstudium der Journalistik an der Karl-Marx-Universität Leipzig. Dem folgte zwischen 1963 und 1965 ein Fernstudium der Außenpolitik an der Akademie für Staats- und Rechtswissenschaft. Von 1965 bis 1967 hatte er eine außerplanmäßige Aspirantur am Institut für Allgemeine Geschichte der Martin-Luther-Universität Halle-Wittenberg inne; 1969 wurde Agsten aufgrund der gemeinsam mit dem hauptamtlichen LDPD-Mitarbeiter Manfred Bogisch vorgelegten Arbeit Die Herausbildung der antifaschistisch-demokratischen und antiimperialistischen Grundhaltung bei den Mitgliedern der LDPD (von der Parteigründung bis zum 1. Parteitag im Juli 1946) zum Dr. phil. promoviert. Seine Promotion B zum Dr. sc. phil. erfolgte 1976 mittels der gemeinsam mit Bogisch verfassten Schrift Die LDPD auf dem Weg in die DDR. Zur Geschichte der LDPD in den Jahren 1946–1949 an der Akademie der Wissenschaften der DDR. Darüber hinaus wurde Agsten 1988 die Facultas Docendi durch die Universität Leipzig verliehen, an der er sogleich eine Honorarprofessur für Politische Organisation der sozialistischen Gesellschaft erhielt.
Agsten war verheiratet und hatte zwei Kinder.

## Abgeordnetentätigkeit

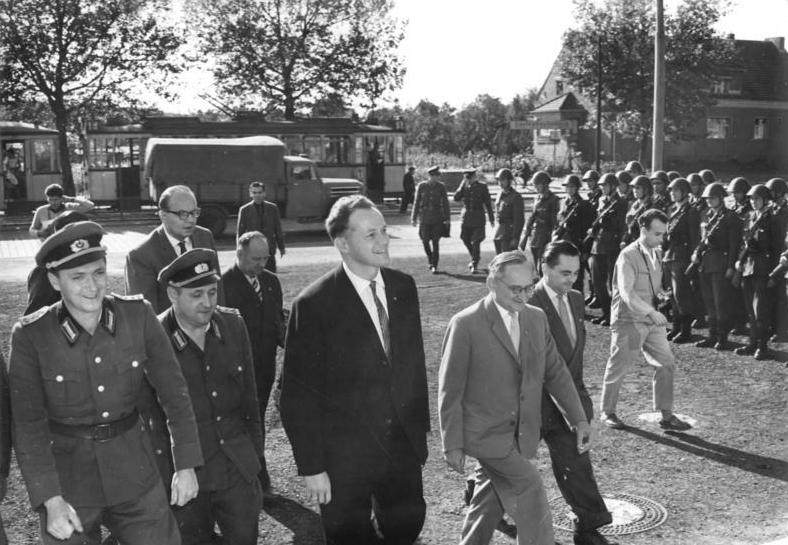
Agsten (5. v.l.) beim Besuch einer Bereitschaftspolizei-Einheit während des Mauerbaus 1961

Seit den Landtagswahlen 1950 war Agsten Abgeordneter des Landtags Sachsen-Anhalt und dort LDP-Fraktionsvorsitzender. Nach der Verwaltungsreform 1952 war er Mitglied des Bezirkstages Halle. Von 1954 bis 1989 war Agsten Mitglied der Volkskammer und LDPD-Fraktionsvorsitzender. Bis 1961 war er im Ausschuss für Auswärtige Angelegenheiten, die letzten zwei Jahre als Vorsitzender. Gleichzeitig war er stellvertretender Vorsitzender der Interparlamentarischen Gruppe. Im Jahr 1973 wurde er Vorsitzender des Geschäftsordnungsausschusses, und ab 1983 gehörte er dem Präsidium der Volkskammer an. Zeitweilig war er zudem in verschiedenen Gremien, so den Präsidien des Friedensrates der DDR, der Gesellschaft für Deutsch-Sowjetische Freundschaft und des Journalistenverbandes vertreten und wirkte als Vizepräsident der Deutsch-Arabischen Gesellschaft sowie Mitglied des Nationalrates der Nationalen Front. Die höchste staatliche Auszeichnung, die ihm in der DDR verliehen wurde, war 1986 der Stern der Völkerfreundschaft in Silber. 1982 erhielt er den Vaterländischen Verdienstorden in Gold. Im April 1988 war er auf Einladung der FDP-Fraktion offizieller Gast des Bundestages. Im Oktober 1989 schied Agsten aufgrund eines Herzinfarktes aus allen gesellschaftlichen Funktionen aus.

## Veröffentlichungen
- mit Manfred Bogisch: Entscheidung für die Zukunft. Die LDPD im Kampf um die Festigung der antifaschistisch-demokratischen Ordnung und ihre Rolle bei der Gründung der DDR (= Schriften der LDPD. Band 6). Der Morgen, Berlin 1969, DNB 740542370.
- mit Manfred Bogisch: Bürgertum am Wendepunkt. Die Herausbildung der antifaschistisch-demokratischen und antiimperialistischen Grundhaltung bei den Mitgliedern der LDPD 1945/1946. Der Morgen, Berlin 1970, DNB 454543212 (zugleich: Promotion A, MLU Halle-Wittenberg 1969).
- mit Manfred Bogisch: LDPD auf dem Weg in die DDR. Zur Geschichte der LDPD in den Jahren 1946–1949. Der Morgen, Berlin 1974, DNB 750105372 (zugleich: Promotion B, AdW Berlin 1976).
- mit Manfred Bogisch: Zur Geschichte der LDPD 1949–1952 (= Schriften der LDPD. Band 23). 2 Teile. Der Morgen, Berlin 1982, DNB 550701818.
- mit Manfred Bogisch und Wilhelm Orth: LDPD 1945 bis 1961 – im festen Bündnis mit der Arbeiterklasse und ihrer Partei. Der Morgen, Berlin 1985, DNB 205009026.
- Liberaldemokrat seit 1945. Erinnerungen ohne Nostalgie. Helle Panke, Berlin 2005, DNB 976049651.